# Џони Инглиш: Поново у акцији
Џони Инглиш: Поново у акцији (енгл. Johnny English Strikes Again) је шпијунска комедија из 2018. режисера Дејвида Кера. Наставак је филма Џони Инглиш: Поново рођен (2011) и трећи је филм у истоименом серијалу. У главној улози је Роуан Аткинсон који тумачи насловног лика, а у осталим улогама су Бен Милер, Олга Куриленко, Џејк Ласи и Ема Томпсон. Филм прати агента МИ7, који је позван назад у акцију, када су све тајне операције изложене у сајбер нападу.
Филм је премијерно приказан 5. октобра 2018. године у Уједињеном Краљевству, а 26. октобра исте године у Сједињеним Државама. Снимљен је у америчко-британској продукцији Јуниверсал пикчерса. Филм је добио мешане, до негативне критике, али био је финансијски успешан са укупном зарадом од 159 милиона долара.

## Радња
Kада криминалистички истражитељ разоткрије јавности идентитете свих активних тајних агената у Британији, катастрофа погађа читав систем, а сигурност Уједињеног Kраљевства је на коцки. Тајна служба сада може да се ослони само на једног човека, умировљеног Џонија Инглиша. Публици познат из претходних делова серијала, Џони који сада подучава у предшколској установи, враћа се у акцију како би пронашао мистериозног хакера или потенцијалну кртицу међу редовима британске тајне службе. Kако би ова мисија успела, требаће му све његове способности и вештине – оних неколико које има као човек јучерашњих аналогних метода суочен с дигиталним светом садашњице.

## Улоге
| Глумац         | Улога            |
| -------------- | ---------------- |
| Роуан Аткинсон | Џони Инглиш      |
| Бен Милер      | Ангус Боф        |
| Олга Куриленко | Офелија Булетова |
| Адам Џејмс     | Пегаз            |
| Ема Томпсон    | Премијерка       |
| Џејк Ласи      | Џејсон Волта     |
| Вики Пепердајн | Лидија           |